# Kerkhof van Santes
Het Kerkhof van Santes is een gemeentelijke begraafplaats in de Franse gemeente Santes in het Noorderdepartement. Het kerkhof ligt er achter de Église Saint-Pierre, in het noorden van de gemeente.

## Oorlogsgraven
Op het kerkhof bevinden zich 2 geïdentificeerd Britse oorlogsgraven uit de Eerste Wereldoorlog. De graven worden onderhouden door de Commonwealth War Graves Commission. In de CWGC-registers is het kerkhof opgenomen als Santes Churchyard.